# Sengerema
Sengerema é um dos oito distritos da região de Mwanza na Tanzânia. Sua população é de aproximadamente 501.915 habitantes (2002).